# كربيد السيليكون
كَرْبِيدُ اَلسِّيلِيكُونِ (يعرف أيضاً باسم كربورندوم) هو مركب كيميائي من السيليكون والكربون، رمزه SiC، ويوجد في الشروط القياسية في شكل صلب بلوري غامق اللون.
يصنف كربيد السيليكون ضمن المواد شبه الموصلة وكذلك من المواد السيراميكية القادرة على تحمل درجات حرارة مرتفعة. يتوفر هذا المركب في الطبيعة على شكل معدن المواسانيت.

## التحضير
يمكن أن يحضر هذا المركب صناعياً وفق عملية أتشيسون بمفاعلة رمل السيليكا مع الكربون عند درجات حرارة مرتفعة تتراوح بين 1600 °س و2500 °س. يمكن أن يحوّل غبار السيليكا إلى كربيد السيليكون بالتسخين مع الغرافيت عند 1500 °س.

## الخواص
يوجد هذا المركب في الشروط القياسية في الحالة التقنية على شكل صلب أسود غامق اللون؛ وتكون بنيته البلورية متنوعة، بحيث يمكن أن يوجد على أكثر من 250 شكل بلوري؛ كما يمكن أن يوجد على شكل زجاجي لابلوري.

## الاستخدامات
لكربيد السيليكون العديد من التطبيقات الصناعية؛ فهو يدخل في تركيب مواد السحج والقطع؛ وفي صناعة البواتق الصناعية. كما يستخدم المركب في صناعة أشباه الموصلات والثنائيات الباعثة للضوء (LEDs).